# آلسیو دی چیریکو
آلسیو دی چیریکو (انگلیسی: Alessio Di Chirico؛ زادهٔ ۱۲ دسامبر ۱۹۸۹) ورزشکار هنرهای رزمی ترکیبی اهل ایتالیا است. وی از سال ۲۰۱۱ میلادی تاکنون مشغول فعالیت بوده‌است.